# Maryna Er Horbacz
Maryna Er Horbacz (ukr. Марина Ер Горбач; ur. 17 lipca 1981 w Kijowie) – ukraińska reżyserka, scenarzystka i producentka filmowa.    

## Życiorys
Ukończyła Kijowski Narodowy Uniwersytet Teatru, Kina i Telewizji im. I. Karpenki-Karego, gdzie studiowała pod kierunkiem Mykoły Merzłykynego. Następnie kształciła się w Mistrzowskiej Szkole Reżyserii Filmowej Andrzeja Wajdy. Od 2017 jest członkinią Europejskiej Akademii Filmowej.
W 2022 jej czwarty pełnometrażowy film, Klondike (2022), zdobył nagrodę za „najlepszą reżyserię w kategorii światowego kina” na Sundance Film Festival, jednym z najważniejszych festiwali kina niezależnego w USA.

## Życie prywatne
Jest żoną tureckiego reżysera i producenta Mehmeta Bahadira Era, z którym mieszka w Stambule.

## Filmografia

### Reżyseria
- Банка (2004)
- Борг (2007)
- Гарчання чорних псів (2009)
- Люби мене (2013)
- Omar i my (2019)
- Klondike (2022)

### Scenariusz
- Люби мене (2013)
- Klondike (2022)

### Produkcja
- Klondike (2022)